# Джеймс (округ, Вірджинія)
Шаблон:StateAbbr_ 37°19′ пн. ш. 76°46′ зх. д. / 37.31° пн. ш. 76.77° зх. д.
Округ  Джеймс (англ. James City County) — округ (графство) у штаті  Вірджинія, США. Ідентифікатор округу 51095.

## Демографія
За даними перепису 2000 року загальне населення округу становило 48102 осіб, зокрема міського населення було 34279, а сільського — 13823. Серед мешканців округу чоловіків було 23294, а жінок — 24808. В окрузі було 19003 домогосподарства, 13989 родин, які мешкали в 20772 будинках. Середній розмір родини становив 2,86.
Віковий розподіл населення поданий у таблиці:
| Стать    | До 15 років | 15-21 | 22-29 | 30-39 | 40-49 | 50-65 | 65-85 | Понад 85 |
| -------- | ----------- | ----- | ----- | ----- | ----- | ----- | ----- | -------- |
| Чоловіки | 4716        | 1933  | 1801  | 3243  | 3741  | 4230  | 3368  | 262      |
| Жінки    | 4538        | 1793  | 1849  | 3508  | 4003  | 4650  | 3851  | 616      |

## Суміжні округи
- Кінг-енд-Квін — північний схід
- Глостер — північний схід
- Йорк — схід
- Вільямсбург — схід
- Ньюпорт-Ньюс — південний схід
- Саррі — південь
- Чарлз — захід
- Нью-Кент — північний захід

## Виноски
1. ↑  U.S. Decennial Census. United States Census Bureau. Архів оригіналу за 26 квітня 2015. Процитовано 3 січня 2014.
2. ↑  Historical Census Browser. University of Virginia Library. Архів оригіналу за 11 серпня 2012. Процитовано 3 січня 2014.
3. ↑  Population of Counties by Decennial Census: 1900 to 1990. United States Census Bureau. Архів оригіналу за 15 грудня 2013. Процитовано 3 січня 2014.
4. ↑  Census 2000 PHC-T-4. Ranking Tables for Counties: 1990 and 2000 (PDF). United States Census Bureau. Архів оригіналу (PDF) за 18 грудня 2014. Процитовано 3 січня 2014.
5. ↑  State & County QuickFacts. United States Census Bureau. Архів оригіналу за 12 липня 2011. Процитовано 3 січня 2014.(англ.) Наведено за англійською вікіпедією.
6. ↑  American FactFinder. Бюро перепису населення США. Архів оригіналу за 21 травня 2008. Процитовано 31 січня 2008.

| США | Це незавершена стаття з географії США. Ви можете допомогти проєкту, виправивши або дописавши її. |